# Боевой порядок

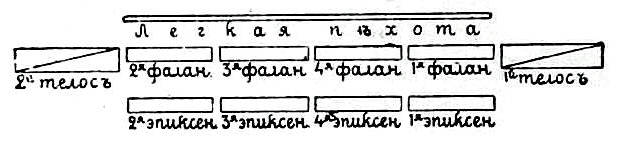
Греческий боевой порядок — «линии фаланг».
Рисунок из статьи «История военного искусства»
(«Военная энциклопедия Сытина»; 1913 год)

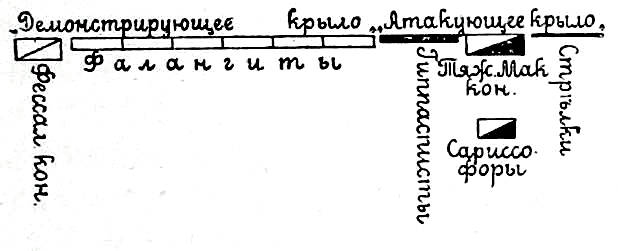
Македонский боевой порядок.
Рисунок из статьи «История военного искусства»
(«Военная энциклопедия Сытина»; 1913 год)

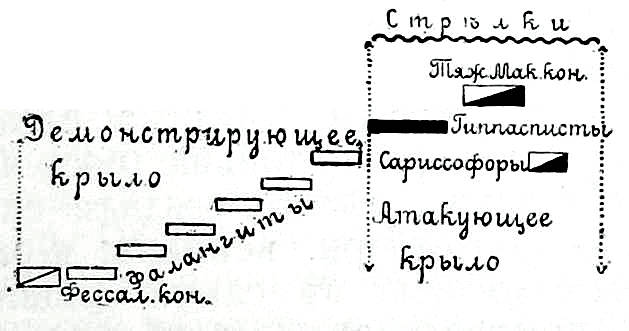
Македонский боевой порядок.
Рисунок из статьи «История военного искусства»
(«Военная энциклопедия Сытина»; 1913 год)

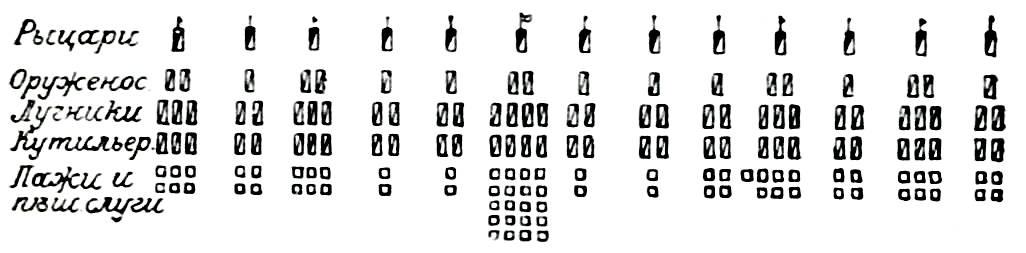
Боевой порядок рыцарей — «забором».
Рисунок из статьи «История военного искусства»
(«Военная энциклопедия Сытина»; 1913 год)

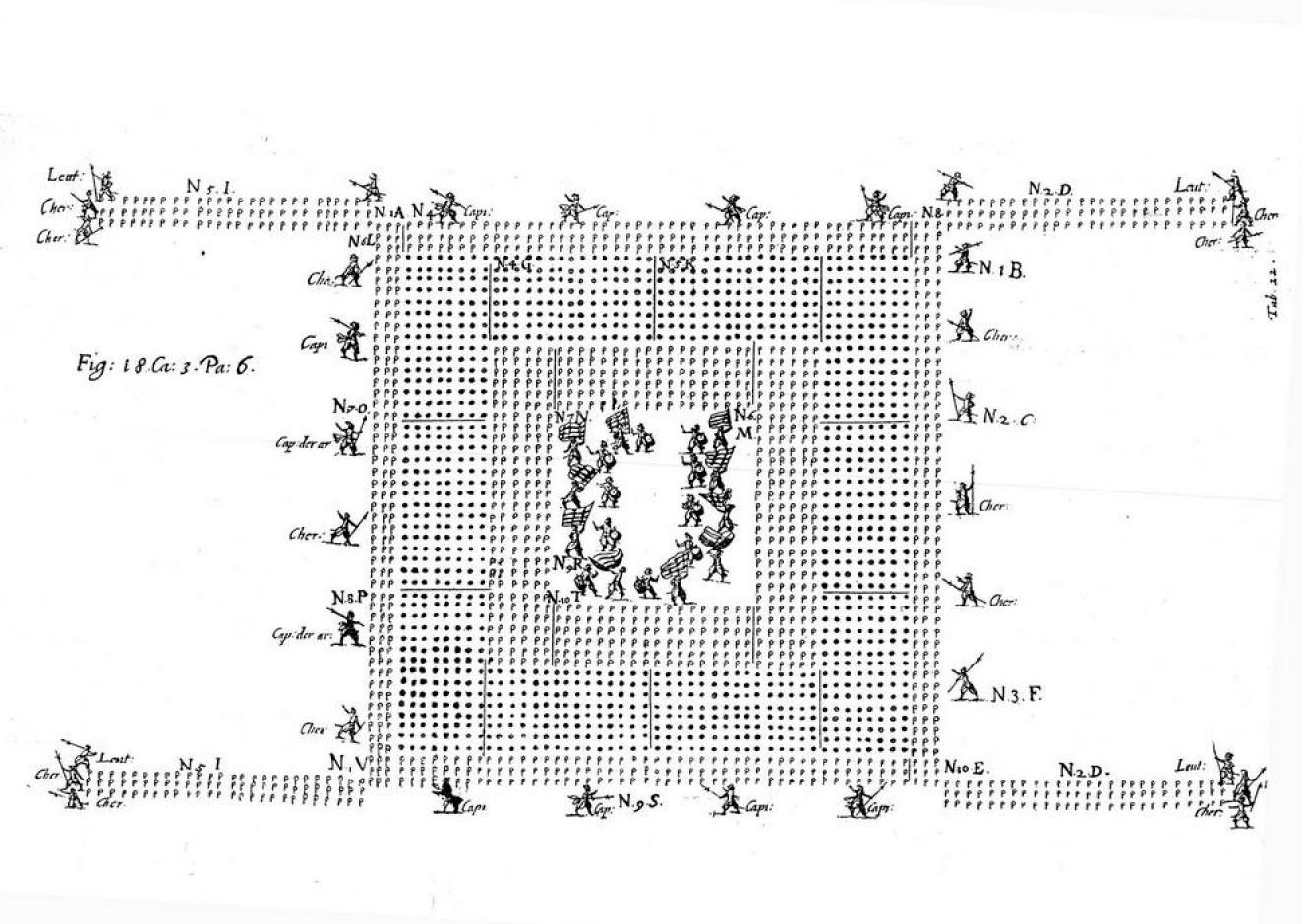
Вариант боевого построения пехотного полка. «Учение и хитрость ратного строения пехотных людей», 1647 год.

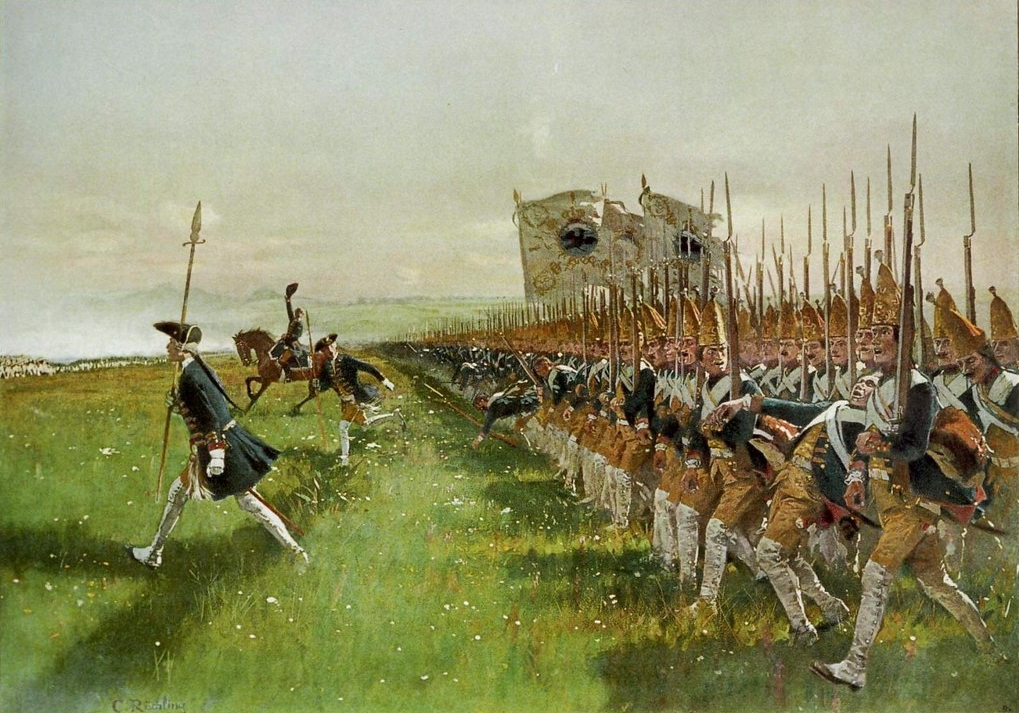
Линейный боевой порядок — атака прусских гренадер в битве при Гогенфридберге 4 июня 1745 года

Боевой порядок — порядок расположения боевых, войсковых единиц и единиц сил (военнослужащих, подразделений, частей, соединений, объединений) с целью ведения боя (операции).
Сначала назывался просто порядком: Каким порядком велено войску строиться? Фронтом, колонами и прочее. Боевой порядок флота — линия бейдевинда.
Также назывался боевым строем (построение). До середины XIX века в Русской армии именовался «о́рдер-де-бата́ль» (с фр. ordre de bataille), что означало также одноименный приказ командующего о построении войск для боя. Во второй половине XIX века был заменен термином «диспози́ция» (лат. dispositio). После 1917 года в России словосочетание начинает употребляться в современном виде «боевой порядок» (что также является дословным переводом упомянутого франц. словосочетания).. Формы тактическое распределение войск, отвечающее плану предстоящего боевого столкновения изменяются с видоизменением технических средств борьбы (вооружения и военной техники) и состава вооружённых сил государства. В 1920-х годах подразделение, в состав которого могли входить части всех родов войск, боевого порядка — Боевой участок. Начальник боевого участка руководил боевыми действиями войск согласно задачам, поставленным в приказе старшего начальника.

## Описание
Боевые порядки зависят от наличия и характеристик родов войск (сил) (ранее родов оружия) видов вооружённых сил, отдельных родов войск (сил), спецвойск, характера местности (бой в городе, бой в горах, и так далее) на которой предполагается ведение боя (операции), данных о противнике, традиций ведения боя, сражения, битвы или операции, характера боя, сражения, битвы или операции (наступление, контрнаступление, оборона).
Особенности боевого порядка для различных боевых, войсковых единиц или единиц сил устанавливаются соответствующими документами (циркулярами, уставами, наставлениями, приказами, приказаниями, распоряжениями и так далее).
Боевые порядки включают не только расположение войск (сил), непосредственно ведущих бой, сражение, битву или операцию, но и расположение эшелонов, резервов и обеспечивающих подразделений, частей, соединений и так далее (артиллерия и другие).

## История
В эволюции боевого порядка следует отметить два периода: холодного и огнестрельного оружия. Огнестрельное оружие наиболее сильно повлияло на видоизменение боевого порядка. В период введения этого оружия боевой порядок  пехоты состоял из громоздких батальонов пикинеров, подобных фаланге, строившихся рядом. После многих видоизменений к концу XVII века появился линейный боевой порядок. Великая французская революция и создание массовых армий на основе всеобщей воинской повинности привели к переходу к новой тактике, основанной на сочетании колонн и рассыпного строя.
С массовым распространением нарезного стрелкового оружия  во второй половине XIX века когда огонь в бою приобрел решающее значение, формы боевого порядка совершенно изменились в соответствии с необходимостью начинать и вести бой, стремясь подавить врага действием своего огня.  Поэтому пехота стала вести огневой бой в рассыпном строю и, только в случае завершения его ударом в штыки стала собираться в более сомкнутые массы, которые, однако, в большинстве случаев представляли из себя не правильный строй, а лишь кучки собравшихся вместе людей. 

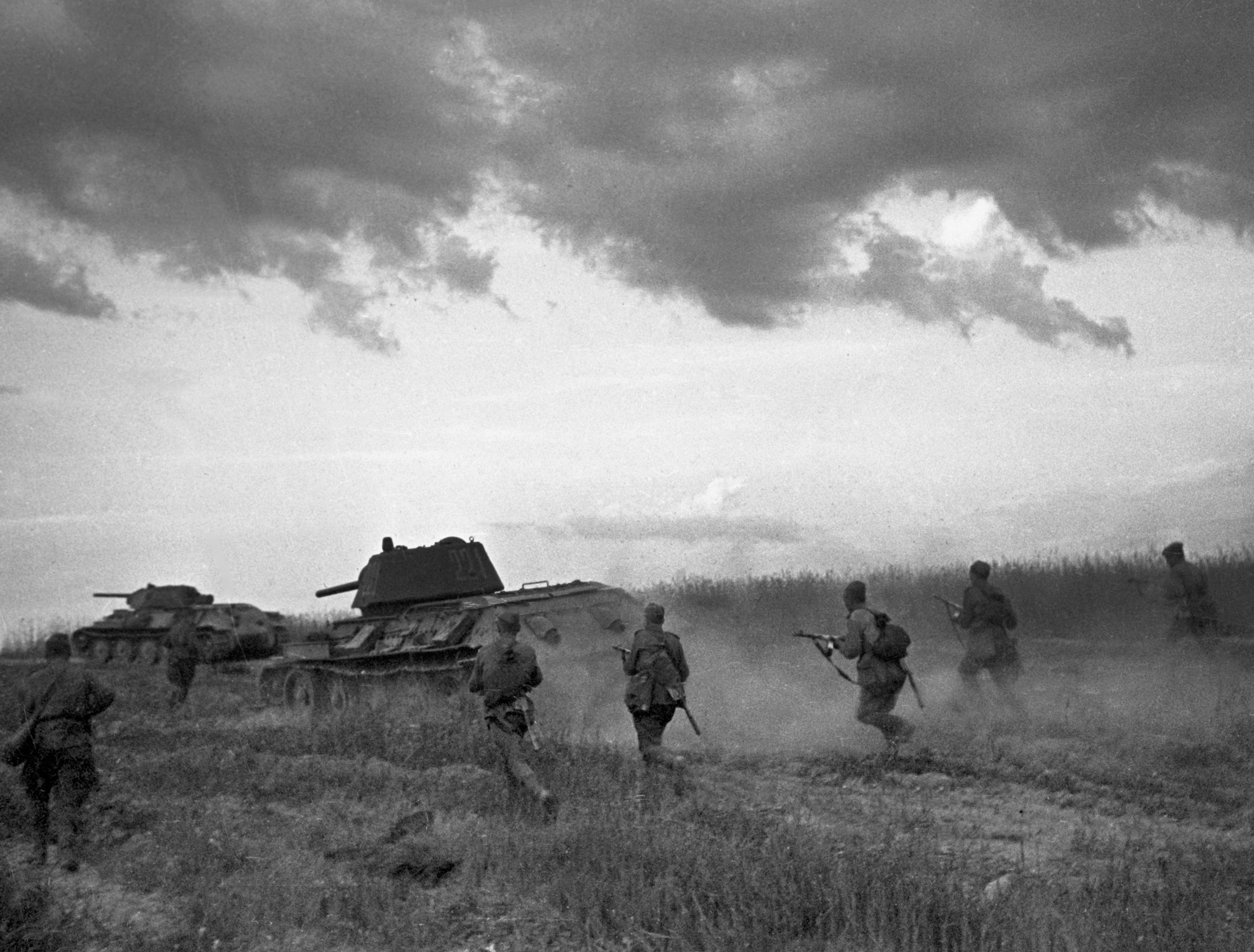
Стрелковая цепь красноармейцев атакует при поддержке танков Т-34 под Брянском, Великая Отечественная война, 1943 год

При действии холодным оружием каждый боец в отдельности занимал по фронту боевого порядка участок, соответствовавший размерам его тела; такая непосредственная близость между бойцами усиливала их удары. При действии огнестрельным оружием каждый боец должен иметь свободу действий для использования своего оружия и местности, непосредственная близость между бойцами не только не нужна для обеспечения взаимной поддержки, достигаемой соответственным направлением огня бойцов, даже при очень больших интервалах между ними, но влечет за собою излишние потери; поэтому бойцы стали располагаться на интервалах 1—2 и более шагов, в зависимости от условий: местности, количества бойцов, расстояния до противника и действий его. При обороне пехотинцы укрывались от огня противника в окопах, при атаке использовалась стрелковая цепь. 
Во время Первой мировой войны главной проблемой тактики стал прорыв позиционной обороны. Для этого стали использовать групповую тактику пехоты. В целом боевой порядок пехоты, который применялся к концу Первой мировой войны, мало чем отличается от боевого порядка современной мотопехоты (если она действует спешенно, а не на БМП).

## Виды боевых порядков
В вооружённых силах различных государств мира существовали следующие виды (типы) боевого порядка войск и сил:  

### Древность
- Фаланга
- Клин
- Рассыпной строй
- Черепаха

### Новое время
- Линейный боевой порядок[9] (Линейная тактика)
- Каре
- Колонна[5]
- Стрелковая цепь
- Эшелон
- Терция

### Новейшее время
- Кубанская этажерка
- Строй пеленга